# 高野山森林鉄道
高野山森林鉄道（こうやさんしんりんてつどう）とは和歌山県伊都郡 九度山町、高野町の高野山一帯に路線を持っていた森林鉄道である。大阪営林局高野営林署が運営していた。
日本最初の森林鉄道は、津軽森林鉄道が通説であるが、高野山森林鉄道の前身が日本最初という説もある。しかし、この路線は一旦廃止されていることなどと、諸説あるため、不明確である。
南海電気鉄道高野線の九度山駅 - 極楽橋駅とほぼ並行していた。現在では旧路線の一部が道路や遊歩道として整備されており、南海高野線 極楽橋駅や高野下駅の駅舎下にもその名残を見ることができる。また高野町花坂近辺でも、当時の手掘りトンネルが一般の道路として使用されている。

## 路線データ
- 軌間：762mm
- 動力：人力：牛馬→内燃（ガソリン→木炭→ガソリン）
  - 昭和3年ガソリン機関車4.5トン2台、7トン2台[1]

主な路線
- 幹線　九度山貯木場 - 高野山36林班　　延長26,011m　　新設年度:明治37年
- 極楽橋線　神谷インクライン - 極楽橋　　延長2,544m　　新設年度:昭和5年
- 花坂線　細川出合 - 40林班　　延長12,195m　　新設年度:昭和7年
- 大門支線　花坂線出合 - 14林班　　延長574m　　新設年度:昭和4～5年
  - 1950年ころの路線は、1級線（鉄道線）35.3km、2級線（軌道線）11.5kmであった。

総延長45Kmを超え、森林鉄道としては大規模なものである。

## 歴史
高野地区における官行斫伐は1905年（明治38年）高野小林区署の直営によりおこなわれた。高野山より神谷を経て椎出土場まで木馬道により搬出された。椎出土場からは高野街道に軌道を敷設し台車に木材を積み九度山安田島袋尻の貯木場まで人力により降下していったという。この高野街道の軌道は1908年（明治41年）に撤去され、高野街道の丹生川を挟んだ反対側に軌道を敷設し、1909年（明治42年）九度山村入郷の土場まで完成した。この九度山村入郷には高野小林区署（1924年高野営林署に改称）の庁舎と貯木場が設置されていた。木材輸送のため敷設されたものであるが1925年（大正14年）設立された高野山電気鉄道の高野下-極楽橋間の敷設工事には資材運搬にも使用されていた。
1955年（昭和30年）より林道の建設工事がはじまり1958年（昭和33年）から自動車による木材搬出が始められ1959年（昭和34年）には全面的に切り替えられ森林鉄道は廃止された。1963年（昭和38年）天然林の伐採を終了し、人工林のみ伐採となったが1994年（平成6年）末をもって直営生産事業を終了。請負による生産事業も1996年（平成8年）終了し、1997年（平成9年）貯木場の敷地大半は売却された。高野営林署は1999年（平成11年）3月31日廃止となり4月1日より和歌山森林管理署高野事務所となったが2001年（平成13年）8月1日和歌山森林管理署高野事務所が廃止され和歌山森林管理署高野上級事務所が設置された。
- 1905年（明治38年）：九度山 - 椎出 (3.3km) が開通。
  - 1904年（明治37年）説あり。またこの鉄道は存在しなかったとする説もあり。
- 1908年（明治41年）：九度山 - 椎出が廃止。
- 1909年（明治42年）：九度山 - 高野山開通。
- 1913年（大正2年）：一部インクライン化260m[1]。
- 1951年（昭和26年）：全線機関車導入のため、インクライン部分廃止。迂回線が開通。
- 1959年（昭和34年）：廃止。
- 2022年（令和4年）9月：「高野山森林軌道の遺構群」が土木学会選奨土木遺産に認定された[3]。

## 車両
- NOES形 ホイットコム会社製、2台、1928年購入
- 4形 ホイットコム会社製、1台、1928年購入
- CS形 ホイットコム会社製、1台、1929年購入
- CS5形 ホイットコム会社製、1台、1929年購入
- 内輪四輪式 ブザ会社製、1台、1940年購入
- K428形 ブザ会社製、1台、1941年購入